# Geostorm
Geostorm (Brasil: Tempestade: Planeta em Fúria; Portugal/PALOP/Macau: Geostorm - Ameaça Global) é um  filme americano de ação, ficção científica, suspense e catástrofes naturais pós-apocalíptico de 2017, co-escrito, co-produzido e dirigido por Dean Devlin. Teve seu lançamento no dia 17 de outubro de 2017 em Macau. Estreou a 19 de outubro de 2017 no Brasil e em Portugal. Nos Estados Unidos, Angola e Moçambique, o longa estreou em 20 de outubro de 2017. Em Cabo Verde, foi lançado a 17 de novembro de 2017. O filme é estrelado por Gerard Butler, Jim Sturgess, Ed Harris, Abbie Cornish, Richard Schiff, Alexandra Maria Lara, Robert Sheehan, Daniel Wu, Eugenio Derbez, e Andy García. A trama segue um designer de satélites que tenta salvar o mundo de uma tempestade de proporções épicas causada por mau funcionamento dos satélites de controle climático.
A filmagem principal começou em 20 de outubro de 2014, em Nova Orleães, Louisiana. Após más exibições de testes, as sessões de filmagens ocorreram em dezembro de 2016 sob o produtor executivo Jerry Bruckheimer, a escritora Laeta Kalogridis e o novo diretor Danny Cannon. O filme é a primeira coprodução entre Skydance Media e Warner Bros. O filme foi lançado pela Warner Bros. nos Estados Unidos em 20 de outubro de 2017, em 2D, Real D 3D e IMAX 3D. Apesar de arrecadar US$ 221 milhões em todo o mundo, o filme foi rotulado como uma decepção nas bilheterias dado seu orçamento de US$ 120 milhões, perdendo ao estúdio US$ 74 milhões, e recebeu críticas geralmente negativas, com críticas focadas na história "pouco inspiradora" e efeitos visuais "sem brilho".

## Enredo
A ocorrência cada vez mais frequente de eventos climáticos capazes de ameaçar a existência da humanidade faz com que seja criada uma extensa rede de satélites, ao redor de todo o planeta, de forma a controlar o próprio clima. Apelidado de Dutch Boy, este sistema construído a partir da cooperação de 17 países é coordenado pelo engenheiro Jake Lawson (Gerard Butler). Após anos de dedicação, ele é afastado da função devido a questões políticas e, em seu lugar, é nomeado seu irmão caçula, Max (Jim Sturgess). Três anos depois, quando a coordenação do "Dutch Boy" está prestes a ser transferida dos Estados Unidos para a ONU, falhas pontuais provocam uma forte nevasca em pleno deserto no Afeganistão e altíssimas temperaturas em Hong Kong, que matam centenas de pessoas. Jake é então convocado para descobrir o que está acontecendo e, enviado para a estação internacional, desvenda uma imensa conspiração ao mesmo tempo em que precisa deixar para trás os atritos existentes com Max.

## Elenco
- Gerard Butler como Jake Lawson, designer de satélites, ex-comandante do ICSS e pai de Hannah
- Jim Sturgess como secretário de Estado assistente Max Lawson, irmão mais novo de Jake e tio de Hannah
- Abbie Cornish como agente do Serviço Secreto dos EUA Sarah Wilson, noiva de Max[16]
- Ed Harris como Secretário de Estado dos Estados Unidos Leonard Dekkom[16]
- Andy García como Presidente dos Estados Unidos Andrew Palma[16]
- Richard Schiff como Thomas Cross
- Alexandra Maria Lara como Ute Fassbinder, comandante da estação espacial e astronauta do Centro Aeroespacial Alemão
- Robert Sheehan como Duncan Taylor, um tripulante britânico do ICSS e astronauta da UK Space Agency
- Eugenio Derbez como Al Hernandez, um tripulante mexicano do ICSS e astronauta da Agencia Espacial Mexicana
- Adepero Oduye como Eni Adisa, um membro da tripulação nigeriana do ICSS e astronauta da National Space Research and Development Agency
- Amr Waked como Ray Dussette, um membro da tripulação francesa do ICSS e astronauta do Centre National d'Études Spatiales
- Daniel Wu como Cheng Long, o supervisor de Hong Kong do Programa Dutch Boy
- Zazie Beetz como Dana, especialista em segurança cibernética e amiga de Max
- Talitha Bateman como Hannah Lawson, filha de Jake e sobrinha de Max. Ela também narra do começo e do fim do filme.
- Billy Slaughter como Karl Dright
- Tom Choi como representante chinês Lee
- Mare Winningham como Dr. Jennings
- Jeremy Ray Taylor como Emmett
- Gregory Alan Williams como General Montgaff
- Drew Powell como Chris Campbell

Katheryn Winnick foi escalada como Olivia Lawson, ex-esposa de Jake e mãe de Hannah, mas durante as refilmagens, seu papel foi para Julia Denton.

## Produção
Como Dean Devlin explicou a mudança climática para sua filha Hannah, ela perguntou por que uma máquina não podia ser construída para consertar isso. Devlin passou a imaginar uma coisa dessas, e como ela poderia ser usada para propósitos malignos. Enquanto lutava para desenvolver seu roteiro, ele pediu a ajuda de Paul Guyot, especialmente para escrever a dinâmica do irmão. Em 2013, a Skydance Productions comprou os direitos de filmagem. Depois que o parceiro de distribuição da Skydance, Paramount Pictures, colocou o projeto de lado, Geostorm foi lançada e aceita pela Warner Bros. A pré-produção começou em 7 de julho de 2014. Com um orçamento inicial de US$ 82 milhões, a filmagem principal começou em 20 de outubro, 2014, em Nova Orleães, Louisiana, e durou até 10 de fevereiro de 2015. As filmagens começaram em Loyola Avenue na primeiro dia. Algumas cenas da NASA foram filmadas em um complexo de fabricação da NASA em Nova Orleães em novembro de 2014 e janeiro de 2015.
Após exibições de testes ruins em dezembro de 2015, foram realizadas refilmagens de US$ 15 milhões na Louisiana no início de dezembro de 2016, sob o novo produtor Jerry Bruckheimer, a escritora Laeta Kalogridis e o diretor Danny Cannon. O papel de Winnick foi dado a Julia Denton durante as refilmagens, enquanto novos personagens foram adicionados ao script.

### Comercialização
Em 16 de outubro de 2017, a Warner Bros. lançou um vídeo de brincadeira em seu canal do YouTube. No vídeo, um táxi de Nova Iorque entra em um quarteirão afetado pela tempestade de gelo, para grande choque de seus passageiros.

## Lançamento
O filme seria originalmente lançado em 25 de março de 2016, mas em agosto de 2014, a Warner definiu essa data para o lançamento de Batman v Superman: Dawn of Justice. Em 11 de dezembro de 2014, a WB mudou seu filme Mowgli: Legend of the Jungle para 2017 e deu sua data anterior de 25 de março de 2016 a 21 de outubro de 2016 para Geostorm. Em setembro de 2015, o estúdio voltou a mudar o lançamento do filme de 21 de outubro de 2016 a 13 de janeiro de 2017. Em junho de 2016, o estúdio anunciou que o lançamento havia sido adiado de 13 de janeiro de 2017 a 20 de outubro de 2017. O filme teve um lançamento em IMAX 3D.

### Mídia doméstica
Geostorm foi lançado em DVD, Blu-ray e Blu-ray 3D em 16 de janeiro de 2018.

## Recepção

### Bilheteria
Geostorm faturou US$ 33 700 160 nos Estados Unidos e Canadá e US$ 188,2 milhões em outros territórios, num total mundial de US$ 221 900 160, em um orçamento de produção de US$ 120 milhões.
Na América do Norte, o filme foi lançado ao lado de Boo 2! A Madea Halloween, The Snowman e Only the Brave na expectative de arrecadar entre US$ 10 e 12 milhões entre 3 246 cinemas em seu primeiro fim de semana. Depois de não realizar as exibições da quinta à noite, o filme faturou US$ 4,2 milhões na sexta-feira. Ele estreou com US$ 13,3 milhões, terminando em segundo nas bilheterias. Na semana após seu lançamento, foi relatado que o filme provavelmente fez o estúdio perder em torno de US$ 100 milhões. Em março de 2018, a Deadline Hollywood calculou que o filme havia feito o estúdio perder US$ 71,6 milhões, fatorando todas as despesas e receitas.
No Brasil, o filme assumiu a liderança da bilheteria nacional. Entre os dias 19 e 22 de outubro, o longa da Warner arrecadou R$ 5,4 milhões, levando 283 mil pessoas aos cinemas.

### Resposta da crítica
No site Rotten Tomatoes, o filme mantém um índice de aprovação de 14% com base em 83 comentários, e uma classificação média de 3,57/10. O consenso crítico do site diz: "Sem visuais impressionantes, personagens bem escritos ou envolvendo drama, Geostorm busca um espetáculo épico de filme de desastre, mas acaba sendo simplesmente um desastre de filme". Em Metacritic, que atribui uma classificação normalizada às críticas, o filme tem uma pontuação média ponderada de 21 em 100, com base em 22 críticos, indicando "críticas geralmente desfavoráveis".

## Ligações Externas
- Geostorm (em inglês) no site da Warner Bros.
- Geostorm (em inglês) em Electric Entertainment
- Geostorm (em inglês) em Skydance Media